# Етилова рідина
Етилова рідина — рідка суміш для додавання тетраетилсвинцю в моторні палива. 

## Склад
До складу етилової рідини входять: 
- Тетраетилсвинець Pb (C 2H5)4 (54-63% мас.) — антидетонаційний компонент.
- Бромпохідні вуглеводні (34-45%) — етілбромід (етилова рідина марки Р-9) або дибромпропан (етилова рідина марки П-2). Алкілброміди є виносниками оксиду свинцю, що утворюється при згоранні тетраетилсвинцю в двигуні і відкладається на внутрішніх частинах циліндра. Ці сполуки при взаємодії з оксидом свинцю утворюють бромід свинцю, який має нижчу температуру плавлення і йде з двигуна з димовими газами.
- Наповнювач — авіабензин для кращої розчинності в паливах.
- Антиоксиданти (напр., Н- гідроксідіфеніламін)
- Барвник. З метою забезпечення безпеки в обігу і маркувані етиловий бензин повинні бути пофарбований. Радянський бензин А-76 фарбувався в жовтий колір жиророзчинних жовтим барвником К, радянський бензин АІ-91 - в оранжево-червоний колір жиророзчинних темно-червоним барвником Ж.

## Властивості
Нерозчинна у воді, розчина в бензинах, жирах, маслах. Отруйна.

## Застосування
Як антидетонатор додають до авіабензину для підвищення октанового числа (добавка 0,5-4 мл до 1 кг бензину збільшує октанове число на 4-15 одиниць) і сортності. Застосування етилової рідини для підвищення октанових чисел автобензинів заборонено у всіх розвинених країнах. 
На початку 1990-х років, у зв'язку з дефіцитом високооктанового бензину в Росії, на автомобільних ринках продавалися пляшки з етиловою рідиною. Змішуючи з бензином А-76 цю рідину, можна було «отримати» «бензин» АІ-93.